# Samuel Marolois

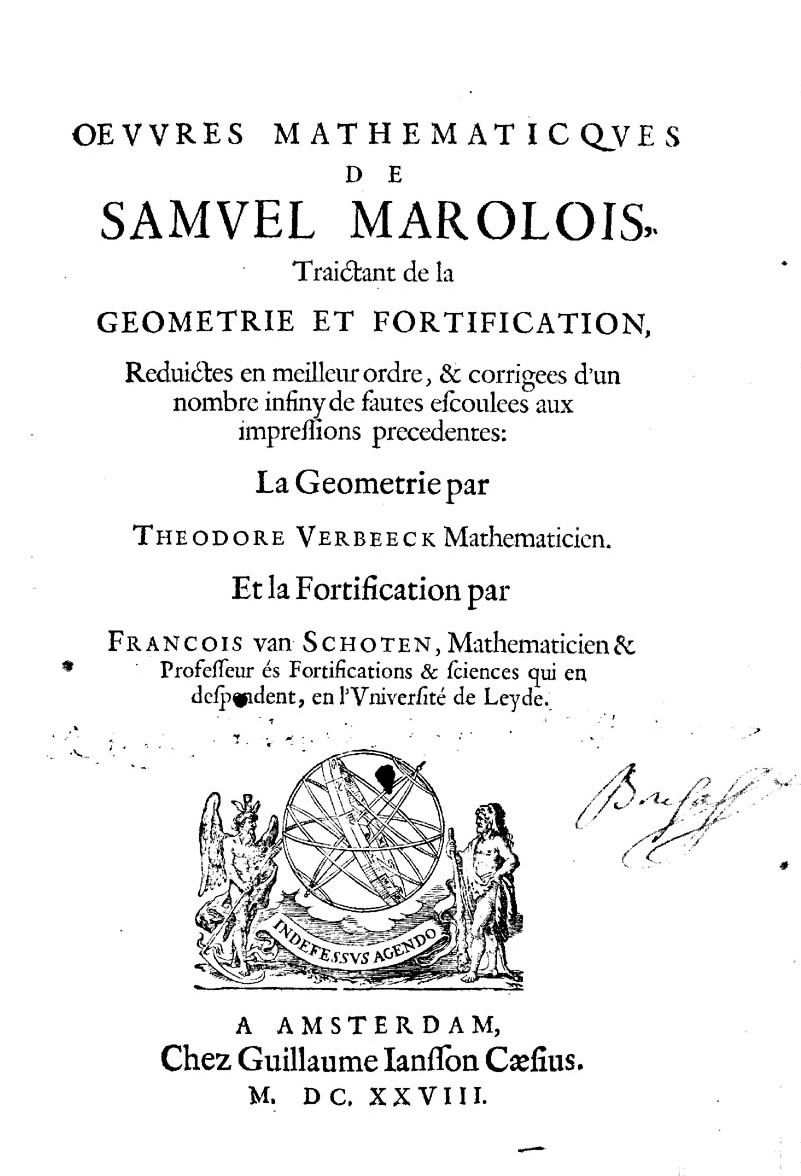
Opera mathematica, 1633

Samuel Marolois (Marollois, Maroloys of Marlois) (Verenigde Provinciën, 1572 - Den Haag, voor 1627) is een Nederlandse wiskundige en militair ingenieur. 
In een van zijn werken vindt men een van de eerste keren dat de afkorting "Sin E" gebruikt wordt om de sinus van een hoek aan te duiden.

## Voetnoten
1. ↑  (fr)  Gustave Cohen: Ecrivains Francais en Hollande, blz. 342, lees online.